# Catechismo del Concilio di Trento
Il Catechismo del Concilio di Trento detto anche Catechismo tridentino o Catechismo romano è un catechismo rivolto ai sacerdoti (ad parochos) promulgato ufficialmente dalla Chiesa cattolica riunita durante il Concilio di Trento del XVI secolo; aveva lo scopo di fornire un manuale autorevole che fosse base per gli insegnamenti dei sacerdoti ai fedeli laici e che contribuisse ad affermare la dottrina cattolica contro la Riforma protestante.

## Storia
L'esplosione della Riforma protestante nel XVI secolo e le nuove tecnologie della stampa fecero sì che un gran quantitativo di trattati teologici popolari e catechismi si diffondesse in Europa, gran parte dei quali promulgavano dottrine in aperto contrasto con la Chiesa cattolica e da questa considerate eretiche.
I parroci ed i sacerdoti più a diretto contatto con il popolo spesso non avevano le conoscenze teologiche necessarie a contrastare gli ideali riformatori che si diffondevano rapidamente e portavano molti fedeli lontano dalla chiesa di Roma.
Nelle discussioni in seno al concilio ecumenico di Trento emerse la volontà di riunire in un unico testo ufficiale le basi di tutti gli insegnamenti della Chiesa Cattolica:
«Mossi da tale stato di cose i Padri del Concilio Ecumenico Tridentino, con il vivo desiderio di adottare qualche rimedio salutare per un male così grave e pernicioso, non si limitarono a chiarire con le loro definizioni i punti principali della dottrina cattolica contro tutte le eresie dei nostri tempi, ma decretarono anche di proporre una certa formula e un determinato metodo per istruire il popolo cristiano nei rudimenti della fede, da adottare in tutte le chiese da parte di coloro cui spetta l'ufficio di legittimi pastori e insegnanti»
(Prefazione del Catechismo, 4).
Questa decisione fu presa nel corso della diciottesima sessione del concilio (26 febbraio 1562) su suggerimento del cardinale Carlo Borromeo che desiderava ardentemente una riforma del clero.
Papa Pio IV affidò la composizione del catechismo a quattro eminenti teologi
- l'arcivescovo di Lanciano Leonardo Marini,
- l'arcivescovo di Zara Muzio Calini,
- il vescovo di Modena Egidio Foscarari e
- il domenicano portoghese Francisco Foreiro;

la supervisione del lavoro fu compito di tre cardinali.
Borromeo supervisionò la redazione del testo originale italiano che grazie ai suoi sforzi fu terminato alla fine del 1564, quindi fu riesaminato dal cardinal Guglielmo Sirleto e tradotto in latino da due famosi umanisti: Paolo Manuzio e Julius Pogianus.
La pubblicazione avvenne nel 1566 su ordine di papa Pio V sia in latino, con il titolo Catechismus ex decreto Concilii Tridentini ad parochos Pii V iussu editus, Romae, 1566 (in-folio), sia in una versione in italiano. Il concilio ordinò poi traduzioni in varie altre lingue (Sess. XXIV, "De Ref.", c. vii).

### Nuovo Catechismo
In seguito al Concilio Vaticano II, il Catechismo tridentino cadde progressivamente in disuso, per poi essere formalmente sostituito dal Catechismo della Chiesa Cattolica, promulgato nel 1992 da papa Giovanni Paolo II con la costituzione apostolica Fidei Depositum. Esso è però ancora ampiamente utilizzato dai cattolici tradizionalisti, soprattutto da quelli che rifiutano il Concilio Vaticano II, come la Fraternità sacerdotale San Pio X ed i movimenti sedevacantisti.

## Contenuto
Il concilio intese il catechismo come il manuale ufficiale per l'istruzione popolare, il settimo canone, De Reformatione (Sess. XXIV) recita: «Perché il fedele possa avvicinarsi ai sacramenti maggior reverenza e devozione, il Santo Sinodo incarica tutti i vescovi che li amministrano a spiegare i gesti e le usanze in modo che adatto alla comprensione del popolo; devono inoltre osservare che i propri parroci osservino la stessa regola con pietà e prudenza, facendo uso per le loro spiegazioni, dove necessario e conveniente, della lingua volgare; e siano conformi alle prescrizioni del Santo Sinodo nei loro insegnamenti (catechesi) per i vari Sacramenti: i vescovi devono accertarsi che tutti questi insegnamenti siano accuratamente tradotti in lingua volgare e spiegati da ogni parroco ai fedeli...».
Nelle intenzioni della Chiesa il catechismo, benché scritto primariamente per i parroci, fu inteso anche come uno schema fisso e stabile di insegnamenti per i fedeli, specialmente riguardo alla grazia; per questo compito il lavoro segue fedelmente le definizioni dogmatiche del concilio.
Il testo è diviso in quattro parti:
1. La Fede ed il suo Simbolo;
2. I Sacramenti
3. I precetti del Decalogo
4. L'Orazione ed in particolare il Padre Nostro

Sono presenti in esso punti non trattati durante il concilio, quali il primato del papa e il limbo, ed è completamente assente la dottrina delle indulgenze che è indicata nel Decretum de indulgentiis, Sess. XXV.
I vescovi si affrettarono a diffondere in ogni modo il nuovo catechismo, sia leggendolo essi stessi per memorizzarlo che esortando i sacerdoti a discutere su di esso in ogni loro raduno e a utilizzarlo per l'istruzione dei fedeli. Furono inoltre fondati alcuni istituti deputati alla diffusione del catechismo stesso.